# Géraldine Bonnin
Pour les articles homonymes, voir Bonnin.
Géraldine Bonnin (née le 3 juillet 1964 à Poitiers) est une athlète française, spécialiste du saut en longueur.

## Biographie
Elle est sacrée championne de France du saut en longueur en 1984 à Villeneuve-d'Ascq.
Médaillée de bronze aux Jeux méditerranéens de 1987 et médaillée d'argent aux Jeux de la Francophonie de 1989, elle se classe 8e des Jeux mondiaux en salle 1985 et 7e des championnats d'Europe en salle 1985.